# Бухта Шестакова
Бухта Шестако́ва — бухта на севере Охотского моря в Тауйской губе.

## Топоним
Названа, видимо, по фамилии исследователя Охотского моря якутского казачьего головы Афанасия Шестакова, плававшего в 1729 году из Охотска к Пенжинской губе. От неё назван и мыс Шестакова.

## География
Вдаётся в юго-восточную часть полуострова Хмитевского. Входными мысами в бухту являются мыс Гаванца на западе и мыс Шестакова на востоке. Омывает западный берег полуострова Антамлан, который отделяет бухту от пролива Лихачёва. С суши окружена безымянными горными вершинами высотой 512 метров на западе и 529 метров на востоке, на Антамлане. Севернее бухты находится 534-метровая гора Берет.
Средняя величина прилива — 4 метра, наибольшая глубина — 28 метров возле западного побережья.

## История
7 августа 1976 года в бухте Магаданский пограничный отряд задержал южнокорейское судно-нарушитель с 22 членами экипажа на борту.